# Меморіальна дошка Номану Челебіджіхану
Меморіальна дошка Номану Челебіджіхану  — пам'ятна дошка, встановлена на залізничному вокзалі міста Ічня Чернігівської області на честь кримськотатарського лідера, першого муфтія мусульман Криму, Литви, Польщі і Білорусі Номана Челебіджіхана.

## Підґрунтя відкриття меморіальної дошки
100 років тому — 23 лютого 1918 р. закатували та вбили лідера кримських татар Номана Челебіджіхана, муфтія кримських татар, духовного та політично лідера. Він був розстріляний у міській в'язниці Севастополя матросами-більшовиками, а його тіло викинуте в Чорне море. В Ічні неодноразово був проїздом.

## Відкриття меморіальної дошки
23 лютого 2018 року на залізничному вокзалі районного центру Ічня Чернігівської області урочисто відкрито меморіальну дошку. Ініціатором встановлення пам'ятної дошки став вчений, дослідник, історик, перекладач, голова правління ГО «Українська Ініціатива» Юрій Косенко. За його словами, «Номан Челебіджіхан в 1912 і 1917 роках неодноразово бував проїздом в Ічні. Його зацікавило тюркське походження назви міста, про що він писав у листах своїм соратникам».
Встановлена в поліському місті меморіальна дошка на честь духовного лідера кримських татар є першою в Україні за межами Криму.
Вшанувати пам'ять відомого земляка приїхали делегація кримськотатарського народу, представники обласної та місцевої влади, Українського інституту національної пам'яті, громадськості, в тому числі, Ільмі Умеров, член Меджлісу кримськотатарського народу.
Еміне Джапарова, перший заступник Міністра інформаційної політики України нагадала:
«Саме тут, на Ічнянщині, у 1659 році, біля села Крупичполе, об'єдналися війська гетьмана Івана Виговського та кримського хана Мухаммед Герая 4-го Софу напередодні переможної Конотопської битви. У 2017 році, на згадку про цю подію, в Крупичполі було відкрито перший в державі пам'ятник, що символізує українсько-кримськотатарську дружбу. У вересні 2017 було створено Ічнянське районне товариство українсько-кримськотатарської дружби «Бірлік». Торік на державному рівні відзначалося сторіччя Першого Курултаю, до цієї дати була перекладена книжка видатного кримськотатарського літератора й дослідника Юнуса Кандима «Не заросте травою поле бою...», знаменно, що ця книжка, яка поширювалася в стінах Верховної Ради, була надрукована саме в Ічні». 